# Negovec
Negovec ist ein Dorf mit 198 Einwohnern (2001) westlich von Vrbovec (Kroatien).

## Geschichte
1517 gehörte Negovec zum Feudalbesitz von Katica Pučić, ehe es von 1588 bis 1600 in den Besitz von Petar Erdody überging.
1755 wurde Negovec bei einem Bauernaufstand vernichtet.
1802 gründen die Erdodys eine Kurije. 
1904 wird der Besitz parzelliert und neue Bewohner ziehen hinzu.

## Persönlichkeiten
- Marija Jurić Zagorka